# Hovsnäset
Hovsnäset eller Magnushovs näs är en udde på Ormsö i Estland. Den ligger i landskapet Läänemaa, 100 km sydväst om huvudstaden Tallinn. Det estniska namnet Mõisanina är en direkt översättning av det ursprungliga svenska namnet.
Den ligger på Ormsö sydkust mot Moonsund (estniska: Väinameri) och tillhör byn Magnushov (Suuremõisa) som ligger 2,5 km norrut. Den avgränsas i väster av Österviken och i öster av Hulloviken. Halvön Hovsholmen ligger 2,5 km västerut. Sydöst om udden ligger ett antal mindre öar: Norrsanken, Mellansanken, Södersanken, Storstensgrundet, Tälmen och Pasja.